# Epacris obtusifolia
Espèce
Classification phylogénétique

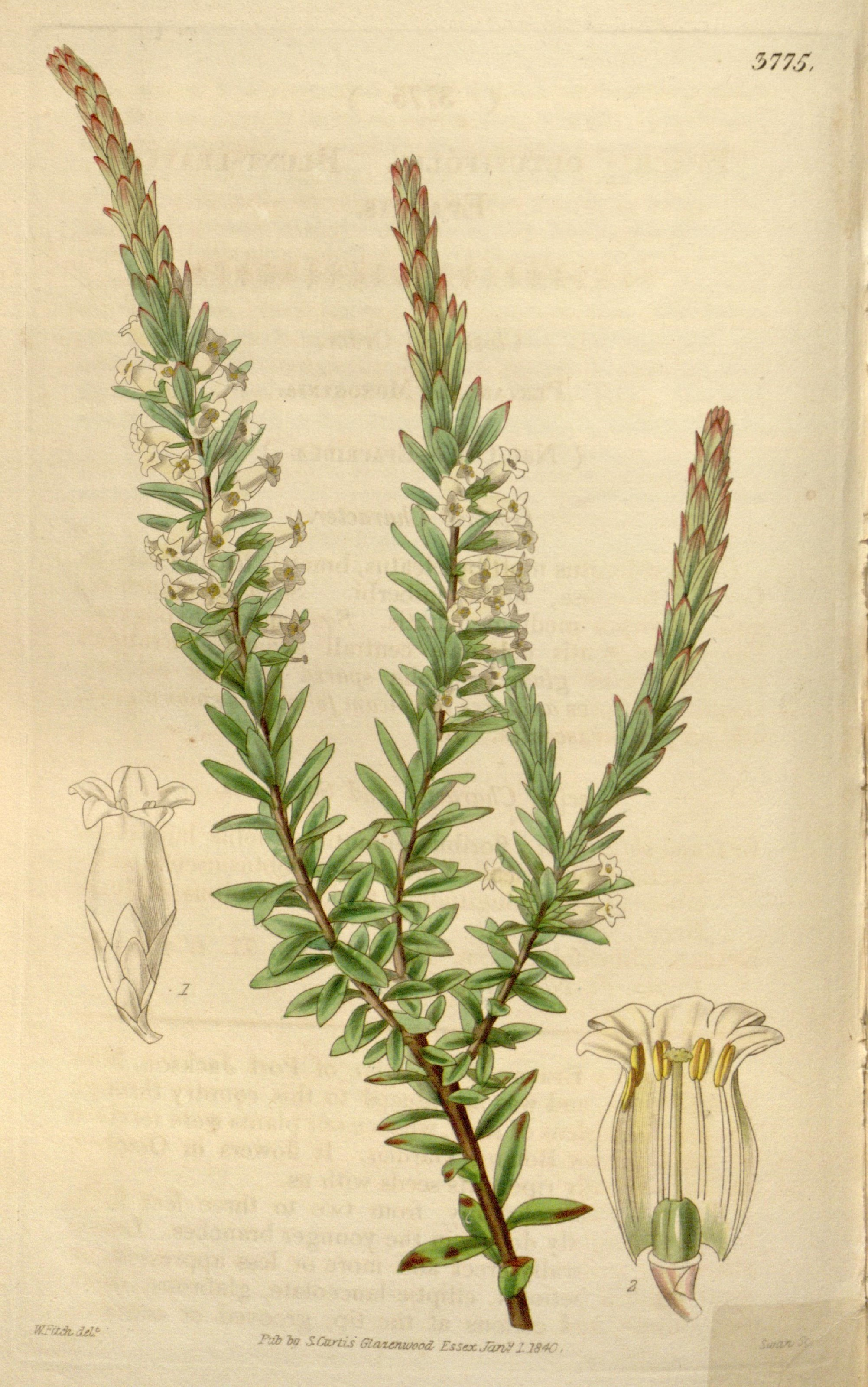
Epacris obtusifolia

Epacris obtusifolia est une espèce de plantes à fleurs de la famille des Ericaceae originaire du sud-est de l'Australie.
C'est un buisson qui peut atteindre 1 m de haut, a des petites feuilles simples, dressées, elliptiques de 10x3 mm, des fleurs blanches ou crème, tubulaires qui apparaissent de la fin de l'hiver au printemps.
On le trouve dans les régions côtières autour de la Tasmanie et du sud du Victoria au sud-est du Queensland jusqu'à mille mètres d'altitude.
Il est cultivé dans les régions tempérées. Il nécessite des sols humides mais bien drainés et la mi-ombre.